# Achterhoek Spektakel Toer
De Achterhoek Spektakel Toer is een jaarlijks terugkerend straat- en muziekfestival in de Gelderse regio Achterhoek.

## Geschiedenis
Initiatiefneemsters Hans Keuper en zijn vrouw Rita raakten geïnspireerd door het Oerol-festival. Zij waren jarenlang bezig om ook in de Achterhoek een soortgelijk festival te realiseren. Het eerste festival trok dat jaar ongeveer 20.000 bezoekers, het tweede jaar 50.000 bezoekers die afkomstig waren uit het hele land. In 2010 trok het festival 100.000 bezoekers. In iedere etappeplaats gaven zo’n twintig acts ruim vijftig voorstellingen of concerten. Iedere etappeplaats had een eigen programmering. De internationale artiesten bestonden uit dichters en zangers, acrobaten en jongleurs, dansers en mimespelers. Muziekstijlen bestaan uit o.a. klezmer en klassiek, reggae en rumba, mariachi en merengue tot en met Zigeunermuziek. Voor de kinderen was een eigen programma samengesteld. Het festival vond plaats op tientallen locaties, allen op loopafstand van elkaar, in het centrum van de etappeplaatsen. In 2008 ontving de toer 500.000 euro subsidie van de provincie Gelderland en tien Achterhoekse gemeenten waarmee zij tot 2011 vooruit konden.
Sinds 2012 is het festival, vanwege een tekort aan subsidie, op een vaste standplaats bij het DRU Industriepark te Ulft.